# Колисниченко, Наталья Алексеевна
Колисниченко Наталья Алексеевна (род. 16 августа 1962, Суходольское, Кировоградская область) — советская хоккеистка на траве. Мастер спорта СССР международного класса (1986), заслуженный мастер спорта СССР.

## Биография
Родилась 16 августа 1962 года в селе Суходольское Долинского района Кировоградской области.
Окончила Криворожское медицинское училище, в 1981 году — Харьковский электротехнический техникум.
Затем работала в Долинском районе.

## Спортивная карьера
- Чемпионка УССР (1984);
- Обладательница Кубка СССР (1984);
- Чемпионка СССР (1985);
- Финалистка Кубка СССР (1985);
- Финалистка Кубка европейских чемпионов (1984, 1986).

В 1977 году выступала за команду «Рудана» (Кривой Рог), затем за команду Харьковского авиационного института, до 1987 года — «Колос» (Борисполь), в 1987—1993 годах — «Тиротекс» (Тирасполь, Молдова).

## Награды
- Заслуженный мастер спорта СССР[2];
- Мастер спорта СССР международного класса (1986)[3].